# Újbög megállóhely
Újbög megállóhely egy Bács-Kiskun vármegyei vasúti megállóhely, Tiszakécske településen, a MÁV üzemeltetésében. A megállóhely jegypénztár nélküli, nincs jegykiadás.

## Vasútvonalak
Az állomást az alábbi vasútvonalak érintik:
- Kecskemét–Szolnok-vasútvonal

## Kapcsolódó állomások
A vasútállomáshoz az alábbi állomások vannak a legközelebb:
- Óbög megállóhely
- Tiszakécske vasútállomás

## Megközelítése közúton
Az állomás a Tiszakécskéhez tartozó Tiszabög település déli szélén található, közvetlenül a 4625-ös út mellett, közúti megközelítését ez utóbbi biztosítja.

## Forgalom
| Járat | Útvonal | Gyakoriság |
| ----- | --- | ---------- |
| S220  | Szolnok – Piroska – Tószeg – Tiszavárkony – Tiszajenő-Vezseny – Tiszajenő alsó – Óbög – Újbög – Tiszakécske – Kerekdomb – Lakitelek – Árpádszállás – Szikra – Világoshegy – Nyárjas – Nyárlőrinc alsó – Nyárlőrinc – Nyárlőrinci szőlők – Kisfái – Alsóúrrét – Kecskemét | 2 óránként |